# Ориоло
Орио̀ло (на италиански: Oriolo) е малък град и община в Южна Италия, провинция Козенца, регион Калабрия. Разположен е на 450 m надморска височина. Населението на общината е 2318 души (към 2012 г.).